# Fromage de Pays
Fromage de Pays est une marque commerciale de fromage français du département du  Cantal. Elle désigne un fromage de lait de vache à pâte ferme, persillée.
Sa production est locale, ainsi que sa zone de diffusion : Cantal (plateau de La Chapelle-Laurent, pays de Massiac). Elle est commercialisée également à Brioude dans la Haute-Loire.